# 神奈川県立横浜瀬谷高等学校
神奈川県立横浜瀬谷高等学校（かながわけんりつ よこはませやこうとうがっこう）は、神奈川県横浜市瀬谷区東野台にある公立の高等学校。略称は瀬谷高（せやこう）。

## 概要
県立高校改革推進計画により、神奈川県立瀬谷高等学校と神奈川県立瀬谷西高等学校が再編・統合され2023年4月に開校した。敷地・校舎は瀬谷高校のものを使用している。

## 沿革
- 2023年（令和5年）4月1日 - 開校。

## 学校生活
行事・部活動等は、全面的に瀬谷高校のものを受け継いでいる。

### 部活動

#### 運動部
- ワンダーフォーゲル
- 陸上競技
- サッカー
- 野球
- ハンドボール
- テニス
- ソフトテニス
- バドミントン
- バレーボール
- バスケットボール
- 器械体操
- 卓球
- 水泳
- 剣道
- バトン

#### 文化部
- 吹奏楽
- 茶道
- 漫画研究
- 美術
- フォークソング
- JRC（ボランティア）
- パソコン
- 写真
- ハンドメイド
- ダンス

### 制服
男子は紺のブレザーに白と薄青のネクタイ、女子は同色のリボンとスカートを基本とし、キュロットスタイルやオプションスカートも多様性の一環として導入された。

## アクセス
- 相鉄本線三ツ境駅 徒歩20分
- 神奈中バス・相鉄バス　116系統「西部病院前」停留所下車 徒歩5分